# 渡壁聡
渡壁 聡（わたかべ そう、1986年2月14日）は、大阪府出身の日本の俳優、タレント。本名同じ。演劇ユニット「ACTI☆N!」の元メンバーである。ワタナベエンターテインメント、三木プロダクションに所属していた。

## 来歴
2006年に俳優として芸能活動を開始。2010年以降はタレント、声優、ナレーターとしても活動する。
2013年に札幌GROUND映画祭で最優秀新人俳優賞を受賞した。BOOMER河田貴一が主催するコメディユニット「DIRT1600」では座長を務めた。

## 人物
身体能力が高く、テニス、アクロバット、ブレイクダンスが得意。スキーでは全日本スキー連盟（SAJ）スキーバッジテスト2級を持つ。ロッククライマーとしてプロ契約していた経歴をもつ。俳優がメーンの活動だか、2010年以降司会、レポーター、ラジオなどバラエティの出演が増加。

## 出演作品

### 舞台
- D-BOYS Stage 04「鴉」（ 脚本：羽原大介、演出：茅野イサム）
  - 東京：2009年4月12日 - 4月18日（青山劇場）
  - 大阪：2009年4月23日 - 4月25日（イオン化粧品シアターBRAVA!）
- 河田貴一主催DIRT1600公演
  - 小田原シンド☆バット（2010年） - 主演：ソウ役(本人役)
  - Hanauma〜ﾐｽﾃﾘｰﾂｱｰ〜（2011年） - 石田一役
  - オムニバスコメディ＆コント・FREE MAN（2011年） - ジャッキー役
  - DOVE〜甦れ青春の光〜（2011年） - 主演：青田一郎役
  - Lagoon~海にまつわるヒストリー~（2012年）
- 劇団龍門ドラゴンゲート「中村マンション物語」（2011年）
- 講談社「婚活の達人」漫画原作舞台化（2013年） - 市川準也役
- 浪漫狂第40回公演「ピアソラータ」（2016年） - 前園一役
- 「RANPO chronicle 虚構のペルソナ」（脚本・演出：奥村直義（BQMAP）、2016年11月9日 - 11月13日、シアターサンモール）

### テレビドラマ
- 恋空（TBSテレビ、2008年）
- 篤姫（NHK総合テレビジョン、2008年）
- 超人ウタダ（WOWOW、2008年）
- 赤い糸（フジテレビジョン系、2009年）
- 釣りバカ日誌〜新入社員 浜崎伝助〜（テレビ東京、2015年、演出：朝原雄三）
- 水曜ミステリー9・ビート（テレビ東京、2015年）
- ほんとにあった怖い話夏の特別編2015（フジテレビ、2015年）
- ザ!世界仰天ニュース（日本テレビ放送網、2015年）
- 24時間テレビ 「愛は地球を救う」（日本テレビ、2015年）
- 世界ナゼそこに?日本人 〜知られざる波瀾万丈伝〜（テレビ東京、2015年）
- 踊る!さんま御殿!!（日本テレビ、2015年）
- 行列のできる法律相談所（日本テレビ、2015年）
- 健康カプセル!ゲンキの時間（TBS、2015年）
- オトナ女子（フジテレビ、2015年）
- 破裂（NHK、2015年）
- 花燃ゆ（NHK、2015年）
- スペシャリスト（テレビ朝日、2016年）
- 撃てない警官（WOWOW、2016年）
- 成功の遺伝史3〜世界に誇る日本人30人〜（日本テレビ、2016年）
- 緊急!TV公開大捜査 特捜事件ファイル2016（TBS、2016年）
- 消防隊だけが撮った0311 彼らは"命の砦"となった（フジテレビ、2016年）
- 松本清張ドラマスペシャル・地方紙を買う女〜作家・杉本隆治の推理（テレビ朝日、2016年）
- GIRLS/ガールズ シーズン5（米ケーブルテレビHBO、2016年）
- ぼくのいのち（讀賣テレビ放送・日本テレビ系、2016年）
- ラヴソング（フジテレビ、2016年）
- ゆとりですがなにか（日本テレビ、2016年）
- 楽園（WOWOW、2017年）
- BS朝日ザ・ドキュメンタリー（BS朝日、2017年）

### 映画
- クローズZERO（2007年） - 鈴蘭生徒役
- いつまでも（ネットシネマ、2012年） - 主演：半田寛次郎役
- 夕の江の街に（2013年） - 山口勝也役
- 体脂肪計タニタの社員食堂（2013年） - タニタ社員役

### CM ・PV
- DREAMS COME TRUE（2009年、PV）
- ソニー・VAIO（2012年）
- JRA「愛を叫べ」（2012年）
- トヨタ自動車「秋の試乗キャンペーン」（2015年）
- アース製薬「ミューズ」（2015年）

### レポーター
- 食遊記（J:COM、2012年2月 - ） - 孫悟空役、レギュラー